# Maslinovac (Mljet)
Maslinovac je nenaseljeni otočić u hrvatskom dijelu Jadranskog mora.
Njegova površina iznosi 0,016 km². Dužina obalne crte iznosi 0,49 km.